# Alkotmányozó Nemzetgyűlés
Az Alkotmányozó Nemzetgyűlés a népfelség elvére épülő alkotmányozási forma, melyben egy kifejezetten alkotmányozási céllal megválasztott (létrehozott) népképviseleti tanácskozó testület alkotja, fogalmazza meg egy nemzet alapjogi kódexét, alkotmányát. A francia forradalom során jött létre, ahol a Nemzetgyűlés nevét 1789. július 9-én változtatták Alkotmányozó Nemzetgyűlésre. Célja, hogy a legitimitás legmagasabb fokán megalkossa egy ország, egy nemzet alkotmányát, hogy a népfelség elvének leginkább megfelelve pártsemlegesen, s ideológiáktól függetlenül reprezentálhassa a népakaratot. 

## Szükségessége
Magyarország pillanatnyi jogrendszere – bár nem említi ennek lehetőségét – a közhatalom forrásaként a népet határozza meg, s ezáltal lehetővé teszi, hogy kinyilvánított népakarat esetén életre hívható legyen egy kifejezetten alkotmányozási célú, s kizárólag az alkotmányozás időtartamáig működő Alkotmányozó Nemzetgyűlés. 

## Az Alkotmányozó Nemzetgyűlés létrehozásának módja és feltételrendszere 2022 Magyarországán

### Társadalmi és jogalkotói igény fogalmazódjék meg az alkotmányozásra
1. A regnáló parlament kétharmados – minősített többségi – felhatalmazással Alkotmányozó Nemzetgyűlési Választásokat írhat ki.
2. A regnáló parlament egyszerű többségű felhatalmazással országos ügydöntő népszavazást írhat ki, megkérdezvén, hogy akarja-e a nép – a népfelség elvei szerint – egy külön e célra választott Alkotmányozó Nemzetgyűlés által megalkotni alkotmányát.

Többségi érvényes IGEN válasz esetén a regnáló parlament népszavazási felhatalmazással kiírja az Alkotmányozó Nemzetgyűlési Választásokat.

### Az Alkotmányozó Nemzetgyűlési Választás módja
Listás, egyfordulós választás 1%-os eredményességi küszöbbel. Az Alkotmányozó Nemzetgyűlés nem parlament. Nem egy ország kormányzására alakul, tehát nincs szüksége a - parlamenti demokráciában egyébként a hatékony kormányzást segítő, a problémák elaprózódását gátló - magas, 5%-os bejutási küszöb alkalmazására.
A testület egy alkotmányozó gyűlés, mely egy a konszenzus legmagasabb fokát képviselő dokumentum megalkotására, szerkesztésére hivatott (általában) jogászok gyülekezete. 

## Megvalósult Alkotmányozó Nemzetgyűlés
Chile, 2021. július 4.; Az Alkotmányozó Nemzetgyűlés (Chile) megalakítása.
Chilében is népszavazás döntött arról, hogy a nép akar e új alkotmányt akként, hogy azt egy speciálisan e célra összehívott Alkotmányozó Nemzetgyűlés („Convencion constitucional”) alkossa azt meg. 
A nép 51%-os részvétel mellett  2020. október 25-én elsöprő 78%-os többséggel döntött, elfogadva az Alkotmányozó Nemzetgyűlés („Convencion constitucional”) koncepcióját.
E koncepció szerint az Alkotmányozó Nemzetgyűlés minden tagját a nemzetgyűlési választásokon kell megválasztani. 
A Testület az új alkotmány megalkotására 9 hónapot kapott, mely indokolt esetben 3 hónappal meghosszabbítható.